# 28 Bellona

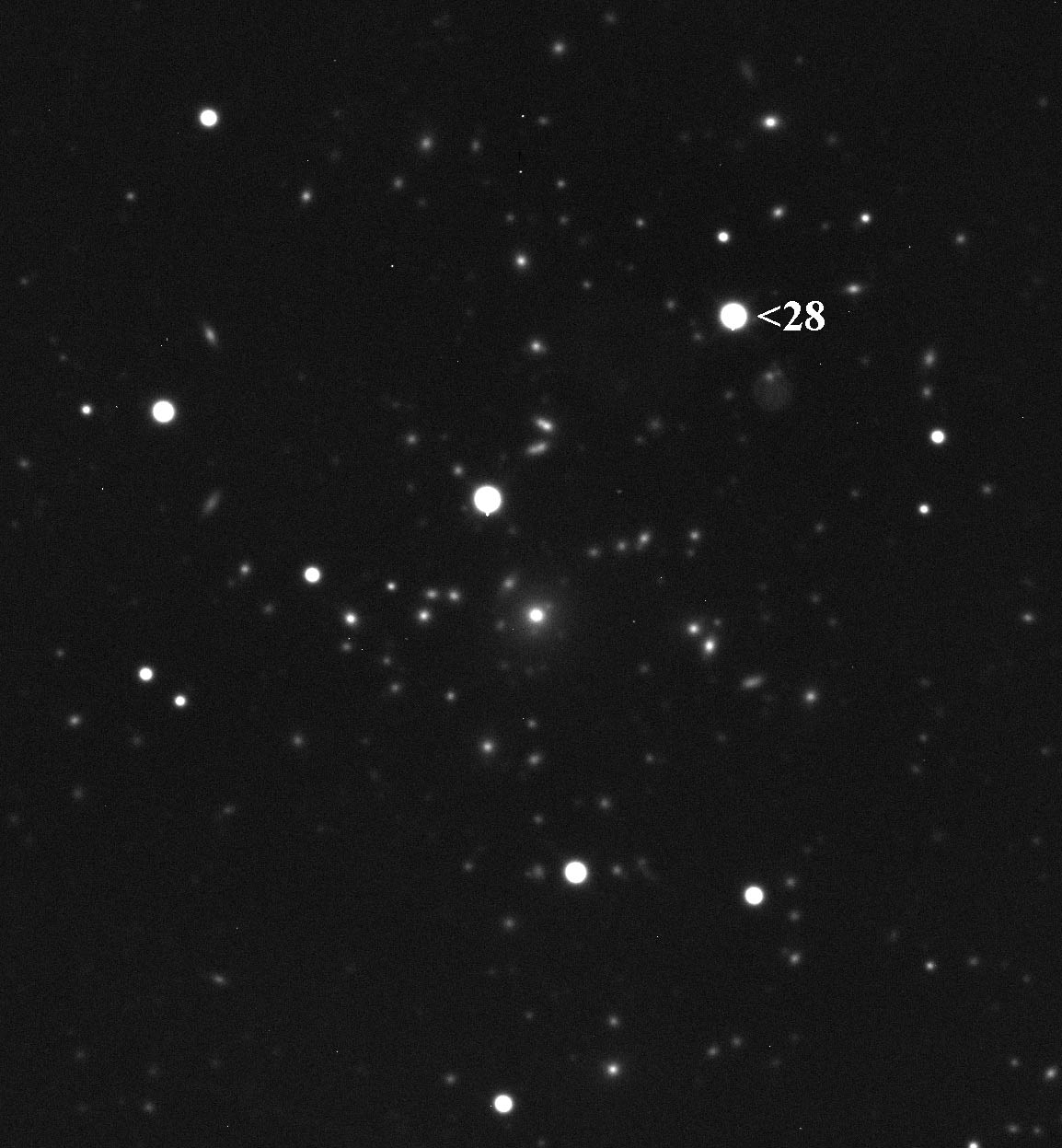
28 Bellona

För andra betydelser, se Bellona.
28 Bellona eller 1951 CC2 är en asteroid upptäckt 1 mars 1854 av den tyske astronomen Robert Luther i Düsseldorf. Asteroiden har fått sitt namn efter den romerska krigsgudinnan Bellona. Detta för att markera att Krimkriget just hade börjat.